# Mustafa Nevzat Pharmaceuticals
Die Mustafa Nevzat Pharmaceuticals A.Ş. mit Sitz in Istanbul ist in der Infusionstherapie mittels Nachahmermedikamente führend in der Türkei und in Schwellenländern. Im Bereich der intravenös verabreichten generischen Arzneimittel zählt MN Pharmaceuticals als einer der führenden Hersteller von Arzneistoffen und Fertigarzneimitteln im türkischen Markt.
MN Pharmaceuticals hat vier separate Betriebsstätten in Bahçelievler/Yenibosna auf der europäischen Seite von Istanbul. 

## Geschichte
Mustafa Nevzat Pharmaceuticals entstand 1923 in Beylerbeyi, auf der asiatischen Seite von Istanbul, unter dem Namen Mustafa Nevzat Laboratory nach ihrem Gründer Mustafa Nevzat Pısak.
Pısak etablierte moderne westliche Methoden der pharmazeutischen Herstellung. Nach Umzügen nach Divanyolu und im Jahr 1933 nach Nuruosmaniye ließ sich Mustafa Nevzat Laboratories 1957 im Viertel Mecidiyeköy nieder. 1984 kam die Betriebsstätte Yenibosna hinzu und 2003 zog der Betrieb ganz nach Yenibosna.

## Übernahmeversuche durch Mitbewerber
2012 entstand ein internationaler Bieterwettbewerb um die türkische Pharmafirma. Führende Pharmaproduzenten wie GlaxoSmithKline aus Großbritannien und Eli Lilly and Company, Mylan und Pfizer aus den USA sollen Finanzkreisen zufolge ein Auge auf das Unternehmen geworfen haben. Gründe sind unter anderem in der starken Stellung der Türkei im europäischen Markt für Arzneimittel zu suchen. Das Land ist der sechstgrößte Markt für Arzneimittel in Europa, ist jedoch nicht in die Mutual Recognition Procedure, dem gegenseitigen Anerkennungsverfahren für Medikamente in Europa eingebunden. Lediglich die Medicines and Healthcare products Regulatory Agency des britischen Gesundheitsministeriums hat 2008 ein Zertifikat für einen Betriebsteil ausgestellt.